# Ptychadena oxyrhynchus
Ptychadena oxyrhynchus är en groddjursart som först beskrevs av Smith 1849.  Ptychadena oxyrhynchus ingår i släktet Ptychadena och familjen Ptychadenidae. IUCN kategoriserar arten globalt som livskraftig. Inga underarter finns listade i Catalogue of Life.